# Гебхард IV фон Хиршберг
Гебхард IV фон Хиршберг (на немски: Gebhard IV von Hirschberg; * ок. 1220; † 27 февруари 1275, замък Хиршберг) е граф на Зулцбах в Нордгау, Бавария и Хиршберг, днес част от общината Хиршберг на Бергщрасе в Бавария.

## Произход
Той е син на граф Гебхард II фон Хиршберг († ок. 1232) и съпругата му Агнес фон Труендинген († сл. 1232). Внук е на граф Герхард I фон Хиршберг († ок. 1170/пр. 1188) († ок. 1170) и София фон Зулцбах († сл. 11 август 1227), дъщеря наследничка на граф Гебхард III фон Зулцбах († 1188) и принцеса Матилда Баварска († 1183), дъщеря на херцог Хайнрих IX 'Черния' от Бавария († 1125) и принцеса Вулфхилда Саксонска († 1126). Прадядо му Гебхард III фон Зулцбах е брат на Берта фон Зулцбах, първата съпруга на византийския император Мануил I Комнин, на Гертруда фон Зулцбах, която се омъжва за германския император Конрад III. Племенник е на Хартвиг фон Грьоглинг-Долнщайн (IV) († 1223), епископ на Айхщет (1196 – 1223), имперски канцлер (1202/03).
Сестра му Кунигунда фон Хиршберг († 2 февруари 1249) се омъжва за граф Бертолд III фон Боген († 12 август 1218) и пр. 17 август 1223 г. за граф Конрад фон Васербург († 28 януари 1259). Той има (незакона сестра) Елизабет фон Хиршберг († сл. 29 април 1292), омъжена за граф Бертхолд II фон Грайзбах († сл. 1288).
Графовете „фон Грьоглинг-Долнщайн“ си построяват ок. 1200 г. замък Хиршберг и 1205 г. започват да се наричат „Графове фон Хиршберг“. Родът на Хиршбергите измира през началото на 14 век.
Гебхард IV фон Хиршберг умира на 27 февруари 1275 г. в замък Хиршберг в горите над Лойтерсхаузен и е погребан в Айхщет.

## Фамилия
Първи брак: през 1249 г. с принцеса Елизабет Тиролска (* ок. 1220/1225, † 10 октомври 1256), вдовица на херцог Ото II от Андекс-Мерания († 19 юни 1248), дъщеря на граф Адалберт III от Андекс-Мерания († 1253) и Ута фон Фронтенхаузен-Лехсгемюнд († 1254). Бракът е бездетен.
Втори брак: през 1258 г. с принцеса София Баварска (* ок. декември 1236, Ландсхут; † 9 август 1289, замък Хиршберг, погребана в Айхщет), дъщеря на херцог Ото II Светлейши Вителсбах от Бавария († 1253) и принцеса Агнес фон Брауншвайг († 1267). Те имат децата:
- Герхард V фон Хиршберг (* 2 октомври 1258; † сл. 2 март 1278/1280), граф на Хиршберг
- Гебхард VI фон Хиршберг († 4 март 1305), граф на Хиршберг, женен пр. 29 април 1291 г. за София фон Йотинген († сл. 30 януари 1311), дъщеря на граф Лудвиг V фон Йотинген († 1313) и бургграфиня Мария фон Цолерн-Нюрнберг († 1298/1299)[3]
- Агнес фон Хиршберг († сл. 1296), омъжена пр. 21 декември 1295 г. за бургграф Конрад II фон Цолерн-Нюрнберг († 1314), син на бургграф Конрад I фон Нюрнберг († 1260) и Аделхайд фон Фронтенхаузен († 1245)[4]